# The Beatles Bootleg Recordings 1963
The Beatles Bootleg Recordings 1963 ist ein Kompilationsalbum der britischen Band The Beatles, das am 17. Dezember 2013 exklusiv bei iTunes veröffentlicht wurde. Es ist das dritte Beatles-Album, das virtuell – also nicht mehr auf einem physischen Datenträger – veröffentlicht wurde und enthält insgesamt 59 unveröffentlichte Aufnahmen der Band aus dem Jahr 1963. The Beatles Bootleg Recordings 1963 ist das achte Album der Beatles, das nach deren Trennung, bisher unveröffentlichtes Aufnahmematerial enthält.

## Entstehung

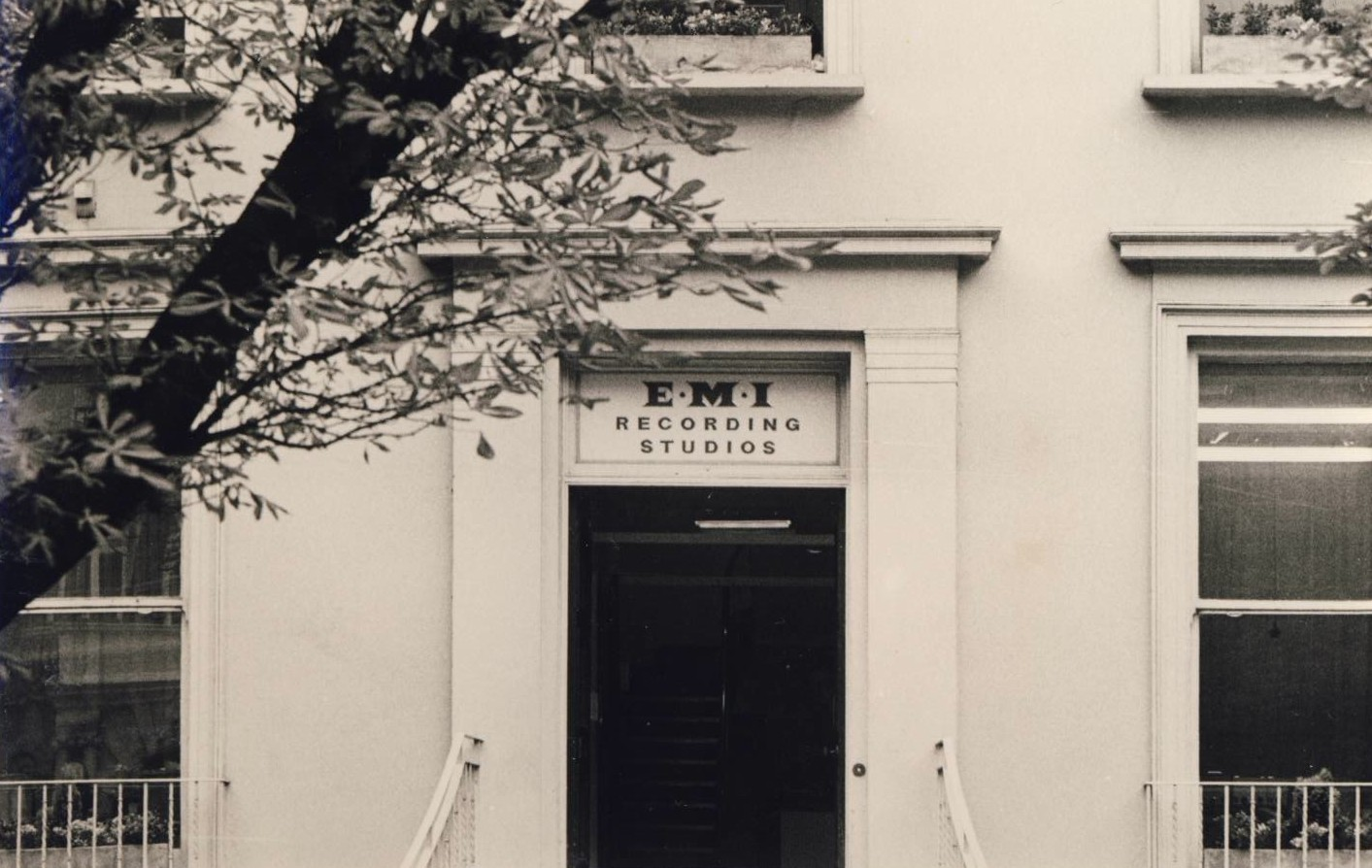
EMI Recording Studios

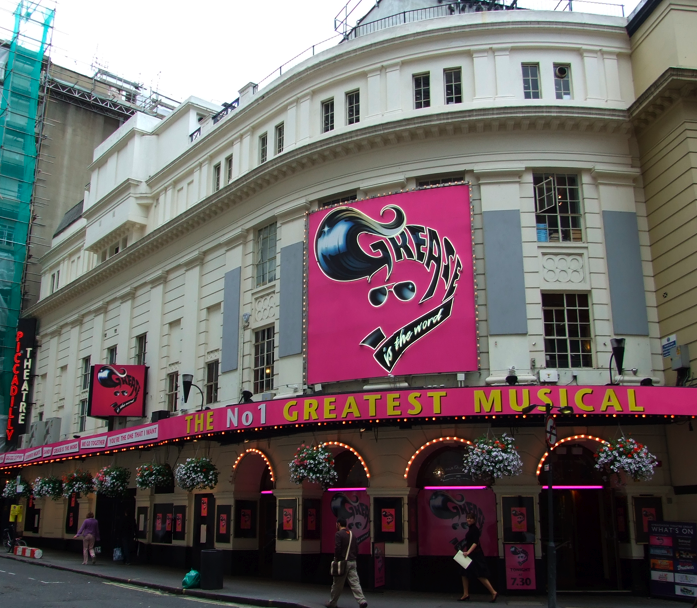
Das Piccadilly Theatre in London

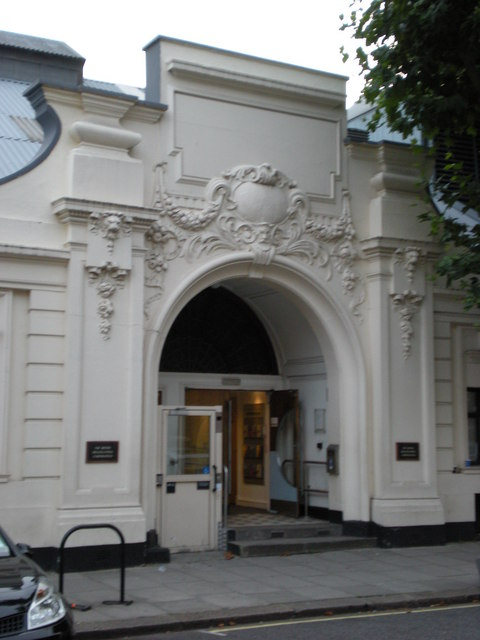
Eingang zu den Maida Vale Studios

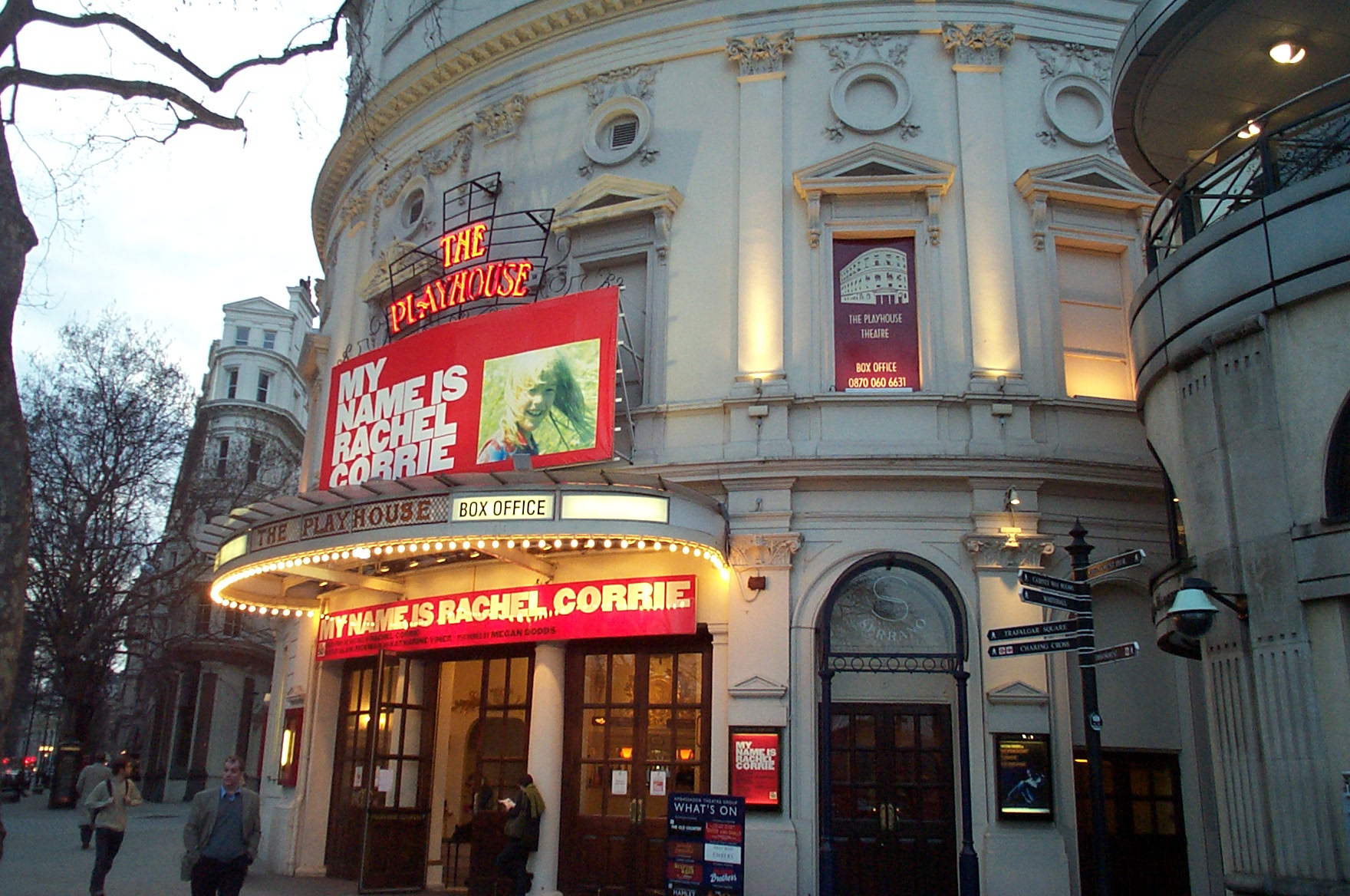
Das Playhouse Theatre in London

Die Veröffentlichung des Albums hat urheberrechtliche Gründe. Nach europäischem Urheberrecht erlischt das Copyright musikalischer Werke 70 Jahre nach ihrer Veröffentlichung. Das Copyright unveröffentlichter Werke jedoch erlischt bereits 50 Jahre nach ihrer Entstehung. Alle Titel des Albums entstanden im Jahr 1963 und waren bislang unveröffentlicht, sodass zum 1. Januar 2014 ihr Copyright erloschen wäre. Um dieses zu verhindern, wurden die Werke veröffentlicht, um ihr Copyright auf nunmehr 70 Jahre zu verlängern.
Das Album enthält bisher unveröffentlichtes Aufnahmematerial: 15 Studioaufnahmen, zwei Demoaufnahmen sowie 42 Aufnahmen, die die Beatles für die BBC einspielten. Bei den Studioaufnahmen handelt es sich um verworfene Takes der Lieder There’s a Place, Do You Want to Know a Secret, A Taste of Honey, I Saw Her Standing There, Misery, From Me to You, Thank You Girl, Hold Me Tight, One After 909 und Money (That’s What I Want), die nicht für das Album Anthology 1 verwendet wurden.
Die Lieder der BBC-Aufnahmen wurden schon in anderen Aufnahmeversionen auf den beiden Alben Live at the BBC und On Air – Live at the BBC Volume 2 veröffentlicht. Die Demoaufnahmen der Beatles wurden später von anderen Künstlern veröffentlicht: Bad to Me von Billy J. Kramer & the Dakotas und I’m in Love von The Fourmost. Alle Lieder des Albums waren zuvor bereits auf verschiedenen Bootlegs erhältlich.
Es wird nicht dokumentiert, wer das Album produzierte, noch wer die Lieder ausgesucht, technisch bearbeitet oder abgemischt hatte. Es ist aber wahrscheinlich, dass für die BBC-Aufnahmen das gleiche Team verantwortlich war, das auch schon die Aufnahmen für die beiden Alben Live at the BBC und On Air – Live at the BBC Volume 2 im Jahr 2013 überarbeitet hatte.
Insgesamt nahmen die Beatles an 53 Radioprogrammen der BBC teil. Es wurden 275 Aufnahmen von 89 Titeln (einschließlich der Variation From Us to You) gesendet. Auf der im November 1994 veröffentlichten Doppel-CD Live at the BBC befinden sich 56 von George Martin ausgesuchte Titel, On Air – Live at the BBC Volume 2 enthält weitere 39 BBC-Aufnahmen (sowie ein Studio-Outtake), jeweils ein weiteres Lied befindet sich auf Anthology 1 und der EP Baby It’s You, weitere 42 Titel befinden sich auf The Beatles Bootleg Recordings 1963, sodass insgesamt 139 Lieder der BBC-Aufnahmen veröffentlicht wurden.
The Beatles Bootleg Recordings 1963 erschien dann kurz vor dem Jahresende am 17. Dezember 2013 ausschließlich als digitaler Musikdownload exklusiv bei iTunes. Es war nach Anthology Highlights und Tomorrow Never Knows das dritte virtuelle Album der Beatles. Der Veröffentlichung ging keine Ankündigung oder Werbung voraus; auch Universal äußerte sich nicht zu der Veröffentlichung. Das Album wurde kein kommerzieller Erfolg, einer der Gründe kann die Veröffentlichungspolitik der Tonträgerfirma gewesen sein.
Eine legale Veröffentlichung auf CD erfolgte nicht, das Album wurde aber illegal auf Bootlegs gepresst.
In den Folgejahren erschien kein weiteres Kompilationsalbum, das für die Jahre ab 1964 ähnliches unveröffentlichtes Material enthält. Ab dem Jahr 2017 wurden jeweils mit den Wiederveröffentlichungen zum 50-jährigen-Jubiläum der Alben Sgt. Pepper’s Lonely Hearts Club Band, The Beatles und Abbey Road umfangreiches Bonusmaterial hinzugefügt.

## Titelliste
| Nummer | Lied                                           | Autor                                              | Leadgesang         | Länge |
| ------ | ---------------------------------------------- | -------------------------------------------------- | ------------------ | ----- |
| 01     | There’s a Place (Takes 5 & 6)                  | Lennon/McCartney                                   | Lennon / McCartney | 2:19  |
| 02     | There’s a Place (Take 8)                       | Lennon/McCartney                                   | Lennon/McCartney   | 1:58  |
| 03     | There’s a Place (Take 9)                       | Lennon/McCartney                                   | Lennon/McCartney   | 2:04  |
| 04     | Do You Want to Know a Secret (Track 2, Take 7) | Lennon/McCartney                                   | Harrison           | 2:17  |
| 05     | A Taste of Honey (Take 6)                      | Bobby Scott/Ric Marlow                             | McCartney          | 2:12  |
| 06     | I Saw Her Standing There (Take 2)              | Lennon/McCartney                                   | McCartney          | 2:30  |
| 07     | Misery (Take 1)                                | Lennon/McCartney                                   | Lennon/McCartney   | 1:54  |
| 08     | Misery (Take 7)                                | Lennon/McCartney                                   | Lennon/McCartney   | 1:56  |
| 09     | From Me to You (Takes 1 & 2)                   | Lennon/McCartney                                   | Lennon/McCartney   | 3:24  |
| 10     | From Me to You (Take 5)                        | Lennon/McCartney                                   | Lennon/McCartney   | 2:17  |
| 11     | Thank You Girl (Take 1)                        | Lennon/McCartney                                   | Lennon             | 2:09  |
| 12     | Thank You Girl (Take 5)                        | Lennon/McCartney                                   | Lennon             | 2:04  |
| 13     | One After 909 (Takes 1 & 2)                    | Lennon/McCartney                                   | Lennon             | 4:29  |
| 14     | Hold Me Tight (Take 21)                        | Lennon/McCartney                                   | McCartney          | 2:42  |
| 15     | Money (That’s What I Want) (RM 7 undubbed)     | Janie Bradford/Berry Gordy                         | Lennon             | 2:48  |
| 16     | Some Other Guy (BBC-Aufnahme)                  | Jerry Leiber, Mike Stoller/Richard Barrett         | Lennon/McCartney   | 2:02  |
| 17     | Love Me Do (BBC-Aufnahme)                      | Lennon/McCartney                                   | McCartney          | 2:31  |
| 18     | Too Much Monkey Business (BBC-Aufnahme)        | Chuck Berry                                        | Lennon             | 1:50  |
| 19     | I Saw Her Standing There (BBC-Aufnahme)        | Lennon/McCartney                                   | McCartney          | 2:38  |
| 20     | Do You Want to Know a Secret (BBC-Aufnahme)    | Lennon/McCartney                                   | Harrison           | 1:50  |
| 21     | From Me to You (BBC-Aufnahme)                  | Lennon/McCartney                                   | Lennon/McCartney   | 1:54  |
| 22     | I Got to Find My Baby (BBC-Aufnahme)           | Chuck Berry                                        | Lennon             | 1:59  |
| 23     | Roll Over Beethoven (BBC-Aufnahme)             | Chuck Berry                                        | Harrison           | 2:29  |
| 24     | A Taste of Honey (BBC-Aufnahme)                | Scott/Marlow                                       | McCartney          | 2:01  |
| 25     | Love Me Do (BBC-Aufnahme)                      | Lennon/McCartney                                   | McCartney          | 2:29  |
| 26     | Please Please Me (BBC-Aufnahme)                | Lennon/McCartney                                   | Lennon             | 2:08  |
| 27     | She Loves You (BBC-Aufnahme)                   | Lennon/McCartney                                   | Lennon/McCartney   | 2:19  |
| 28     | I Want to Hold Your Hand (BBC-Aufnahme)        | Lennon/McCartney                                   | Lennon/McCartney   | 2:19  |
| 29     | Till There Was You (BBC-Aufnahme)              | Meredith Wilson                                    | McCartney          | 2:16  |
| 30     | Roll Over Beethoven (BBC-Aufnahme)             | Chuck Berry                                        | Harrison           | 2:16  |
| 31     | You Really Got a Hold on Me (BBC-Aufnahme)     | Smokey Robinson                                    | Lennon             | 2:54  |
| 32     | The Hippy Hippy Shake (BBC-Aufnahme)           | Chan Romero                                        | McCartney          | 1:43  |
| 33     | Till There Was You (BBC-Aufnahme)              | Meredith Willson                                   | McCartney          | 2:14  |
| 34     | A Shot of Rhythm and Blues (BBC-Aufnahme)      | Terry Thompson                                     | Lennon             | 2:06  |
| 35     | A Taste of Honey (BBC-Aufnahme)                | Scott/Marlow                                       | McCartney          | 1:56  |
| 36     | Money (That’s What I Want) (BBC-Aufnahme)      | Bradford/Gordy                                     | Lennon             | 2:41  |
| 37     | Anna (Go to Him) (BBC-Aufnahme)                | Arthur Alexander                                   | Lennon             | 3:02  |
| 38     | Love Me Do (BBC-Aufnahme)                      | Lennon/McCartney                                   | McCartney          | 2:13  |
| 39     | She Loves You (BBC-Aufnahme)                   | Lennon/McCartney                                   | Lennon/McCartney   | 2:16  |
| 40     | I’ll Get You (BBC-Aufnahme)                    | Lennon/McCartney                                   | Lennon             | 2:05  |
| 41     | A Taste of Honey (BBC-Aufnahme)                | Scott/Marlow                                       | McCartney          | 2:00  |
| 42     | Boys (BBC-Aufnahme)                            | Luther Dixon/Wes Farrell                           | Starr              | 2:12  |
| 43     | Chains (BBC-Aufnahme)                          | Gerry Goffin/Carole King                           | Harrison           | 2:22  |
| 44     | You Really Got a Hold on Me (BBC-Aufnahme)     | Robinson                                           | Lennon             | 2:57  |
| 45     | I Saw Her Standing There (BBC-Aufnahme)        | Lennon/McCartney                                   | McCartney          | 2:41  |
| 46     | She Loves You (BBC-Aufnahme)                   | Lennon/McCartney                                   | Lennon/McCartney   | 2:15  |
| 47     | Twist and Shout (BBC-Aufnahme)                 | Phil Medley/Bert Russell                           | Lennon             | 2:36  |
| 48     | Do You Want to Know a Secret (BBC-Aufnahme)    | Lennon/McCartney                                   | Harrison           | 1:55  |
| 49     | Please Please Me (BBC-Aufnahme)                | Lennon/McCartney                                   | Lennon             | 1:57  |
| 50     | Long Tall Sally (BBC-Aufnahme)                 | Enotris Johnson, Robert Blackwell/Richard Penniman | McCartney          | 1:49  |
| 51     | Chains (BBC-Aufnahme)                          | Goffin/King                                        | Harrison           | 2:23  |
| 52     | Boys (BBC-Aufnahme)                            | Dixon/Farrell                                      | Starr              | 1:53  |
| 53     | A Taste of Honey (BBC-Aufnahme)                | Scott/Marlow                                       | McCartney          | 2:04  |
| 54     | Roll Over Beethoven (BBC-Aufnahme)             | Chuck Berry                                        | Harrison           | 2:17  |
| 55     | All My Loving (BBC-Aufnahme)                   | Lennon/McCartney                                   | McCartney          | 2:06  |
| 56     | She Loves You (BBC-Aufnahme)                   | Lennon/McCartney                                   | Lennon/McCartney   | 2:21  |
| 57     | Till There Was You (BBC-Aufnahme)              | Wilson                                             | McCartney          | 2:12  |
| 58     | Bad to Me (Demo)                               | Lennon/McCartney                                   | Lennon             | 1:29  |
| 59     | I’m in Love (Demo)                             | Lennon/McCartney                                   | Lennon             | 1:32  |

## Aufnahmedaten der Abbey Road-Aufnahmen
Die Aufnahmen fanden ausschließlich in den Abbey Road Studios (Studio 2) unter der Produktionsleitung von George Martin statt. Toningenieur der Aufnahmen war Norman Smith.
| Nr.   | Lied                         | Aufnahmedaten         | Besetzung / Gastmusiker | Tonträger (europäische Erstveröffentlichung) |
| ----- | ---------------------------- | --------------------- | --- | -------------------------------------------- |
| 01–3  | There’s a Place              | 11. Feb. 1963         | - John Lennon: Rhythmusgitarre, Mundharmonika, Gesang - Paul McCartney: Bass, Gesang - George Harrison: Leadgitarre, Hintergrundgesang - Ringo Starr: Schlagzeug                      | Please Please Me                             |
| 04    | Do You Want to Know a Secret | 11. Feb. 1963         | - John Lennon: Rhythmusgitarre, Hintergrundgesang - Paul McCartney: Bass, Hintergrundgesang - George Harrison: Leadgitarre, Gesang - Ringo Starr: Schlagzeug                          | Please Please Me                             |
| 05    | A Taste of Honey             | 11. Feb. 1963         | - John Lennon: Rhythmusgitarre, Hintergrundgesang - Paul McCartney: Bass, Gesang - George Harrison: Leadgitarre, Hintergrundgesang - Ringo Starr: Schlagzeug                          | Please Please Me                             |
| 06    | I Saw Her Standing There     | 11. Feb. 1963         | - John Lennon: Rhythmusgitarre, Hintergrundgesang - Paul McCartney: Bass, Gesang - George Harrison: Leadgitarre - Ringo Starr: Schlagzeug                                             | Please Please Me                             |
| 07+8  | Misery                       | 11. Feb. 1963         | - John Lennon: Rhythmusgitarre, Gesang - Paul McCartney: Bass, Gesang - George Harrison: Leadgitarre - Ringo Starr: Schlagzeug                                                        | Please Please Me                             |
| 09    | From Me to You               | 05. März 1963         | - John Lennon: Rhythmusgitarre, Mundharmonika, Gesang - Paul McCartney: Bass, Gesang - George Harrison: Leadgitarre, Hintergrundgesang - Ringo Starr: Schlagzeug                      | Single-A-Seite                               |
| 10+11 | Thank You Girl               | 05. März 1963         | - John Lennon: Rhythmusgitarre, Mundharmonika, Gesang - Paul McCartney: Bass, Hintergrundgesang - George Harrison: Leadgitarre - Ringo Starr: Schlagzeug                              | Single-B-Seite                               |
| 12    | One After 909                | 05. März 1963         | - John Lennon: Rhythmusgitarre, Mundharmonika, Gesang - Paul McCartney: Bass, Hintergrundgesang - George Harrison: Leadgitarre - Ringo Starr: Schlagzeug                              | Anthology 1                                  |
| 13    | Hold Me Tight                | 12. Sep. 1963         | - John Lennon: Rhythmusgitarre, Hintergrundgesang - Paul McCartney: Bass, Gesang - George Harrison: Leadgitarre, Hintergrundgesang - Ringo Starr: Schlagzeug                          | With the Beatles                             |
| 14    | Money (That’s What I Want)   | 18. und 30. Juli 1963 | - John Lennon: Rhythmusgitarre, Gesang - Paul McCartney: Bass, Hintergrundgesang - George Harrison: Leadgitarre, Hintergrundgesang - Ringo Starr: Schlagzeug - George Martin: Klavier | With the Beatles                             |

## Aufnahmedaten der BBC-Aufnahmen
| Nr. | Lied                                     | Aufnahme-/ Sendedatum    | Produzent                   | Studio/ Aufnahmeort                 | Sendung            | Erstveröffentlichung der Beatles-Originalversion/ Erstveröffentlichung auf einem BBC-Album |
| --- | ---------------------------------------- | ------------------------ | --------------------------- | ----------------------------------- | ------------------ | ------------------------------------------------------------------------------------------ |
| 16  | Some Other Guy                           | 22. Jan./26. Jan. 1963   | Jimmy Grant                 | BBC Playhouse Theatre, London       | Saturday Club      | Live at the BBC                                                                            |
| 17  | Love Me Do (Version 1)                   | 22./26. Jan. 1963        | Jimmy Grant                 | Playhouse Theatre, London           | Saturday Club      | Please Please Me / Live at the BBC                                                         |
| 18  | Too Much Monkey Business                 | 01./11. Juni 1963        | Terry Henebery              | BBC Paris Theatre, London           | Pop Go the Beatles | Live at the BBC                                                                            |
| 19  | I Saw Her Standing There (Version 1)     | 16. März 1963            | Jimmy Grant/ Bernie Andrews | Studio 3A Broadcasting House        | Saturday Club      | Please Please Me / Live at the BBC                                                         |
| 20  | Do You Want to Know a Secret (Version 1) | 21./25. Mai 1963         | Jimmy Grant                 | BBC Playhouse Theatre, London       | Saturday Club      | Please Please Me / On Air – Live at the BBC Volume 2                                       |
| 21  | From Me to You                           | 21./25. Mai 1963         | Jimmy Grant                 | BBC Playhouse Theatre, London       | Saturday Club      | Single-A-Seite / On Air – Live at the BBC Volume 2                                         |
| 22  | I Got to Find My Baby                    | 24./29. Juni 1963        | Jimmy Grant/ Bernie Andrews | BBC Playhouse Theatre, London       | Saturday Club      | Live at the BBC                                                                            |
| 23  | Roll Over Beethoven (Version 1)          | 24./29. Juni 1963        | Jimmy Grant/ Bernie Andrews | BBC Playhouse Theatre, London       | Saturday Club      | With the Beatles / Live at the BBC                                                         |
| 24  | A Taste of Honey (Version 1)             | 19./23. Juni 1963        | Terry Henebery              | BBC Playhouse Theatre, London       | Easy Beat          | Please Please Me / Live at the BBC                                                         |
| 25  | Love Me Do (Version 2)                   | 16./20. Okt. 1963        | Ron Belchier                | BBC Playhouse Theatre, London       | Easy Beat          | Please Please Me / Live at the BBC                                                         |
| 26  | Please Please Me (Version 1)             | 16./20. Okt. 1963        | Ron Belchier                | BBC Playhouse Theatre, London       | Easy Beat          | Please Please Me / On Air – Live at the BBC Volume 2                                       |
| 27  | She Loves You (Version 1)                | 16./20. Okt. 1963        | Ron Belchier                | BBC Playhouse Theatre, London       | Easy Beat          | Single-A-Seite / On Air – Live at the BBC Volume 2                                         |
| 28  | I Want to Hold Your Hand                 | 17./21. Dez. 1963        | Jimmy Grant/ Bernie Andrews | BBC Playhouse Theatre, London       | Saturday Club      | Single-A-Seite / On Air – Live at the BBC Volume 2                                         |
| 29  | Till There Was You (Version 1)           | 17./21. Dez. 1963        | Jimmy Grant/ Bernie Andrews | BBC Playhouse Theatre, London       | Saturday Club      | With the Beatles / Live at the BBC                                                         |
| 30  | Roll Over Beethoven (Version 2)          | 17./21. Dez. 1963        | Jimmy Grant/ Bernie Andrews | BBC Playhouse Theatre, London       | Saturday Club      | With the Beatles / On Air – Live at the BBC Volume 2                                       |
| 31  | You Really Got a Hold on Me (Version 1)  | 24. Mai / 4. Juni 1963   | Terry Henebery              | Studio Two, Aeolian Hall, London    | Pop Go The Beatles | With the Beatles / Live at the BBC                                                         |
| 32  | The Hippy Hippy Shake                    | 24. Mai / 4. Juni 1963   | Terry Henebery              | Studio Two, Aeolian Hall, London    | Pop Go The Beatles | Live at the BBC / Live at the BBC                                                          |
| 33  | Till There Was You (Version 2)           | 01./11. Juni 1963        | Terry Henebery              | BBC Paris Theatre, London           | Pop Go The Beatles | With the Beatles / Live at the BBC                                                         |
| 34  | A Shot of Rhythm and Blues               | 01./11. Juni 1963        | Terry Henebery              | BBC Paris Theatre, London           | Pop Go The Beatles | Live at the BBC                                                                            |
| 35  | A Taste of Honey (Version 2)             | 01./18. Juni 1963        | Terry Henebery              | BBC Paris Theatre, London           | Pop Go The Beatles | Please Please Me / Live at the BBC                                                         |
| 36  | Money (That’s What I Want)               | 01./18. Juni 1963        | Terry Henebery              | BBC Paris Theatre, London           | Pop Go The Beatles | With the Beatles / On Air – Live at the BBC Volume 2                                       |
| 37  | Anna (Go to Him)                         | 17./25. Juni 1963        | Terry Henebery              | Studio Five, BBC Maida Vale, London | Pop Go The Beatles | Please Please Me / On Air – Live at the BBC Volume 2                                       |
| 38  | Love Me Do (Version 3)                   | 03./10. Sep. 1963        | Ian Grant                   | Studio Two, Aeolian Hall, London    | Pop Go The Beatles | Please Please Me / Live at the BBC                                                         |
| 39  | She Loves You (Version 2)                | 03./24. Sep. 1963        | Ian Grant                   | Studio Two, Aeolian Hall, London    | Pop Go The Beatles | Single-A-Seite / On Air – Live at the BBC Volume 2                                         |
| 40  | I’ll Get You                             | 03./10. Sep. 1963        | Ian Grant                   | Studio Two, Aeolian Hall, London    | Pop Go The Beatles | Single-B-Seite von She Loves You / On Air – Live at the BBC Volume 2                       |
| 41  | A Taste of Honey (Version 3)             | 03./10. Sep. 1963        | Ian Grant                   | Studio Two, Aeolian Hall, London    | Pop Go The Beatles | Please Please Me / Live at the BBC                                                         |
| 42  | Boys (Version 1)                         | 03./17. Sep. 1963        | Ian Grant                   | Studio Two, Aeolian Hall, London    | Pop Go The Beatles | Please Please Me / On Air – Live at the BBC Volume 2                                       |
| 43  | Chains (Version 1)                       | 03./17. Sep. 1963        | Ian Grant                   | Studio Two, Aeolian Hall, London    | Pop Go The Beatles | Please Please Me / On Air – Live at the BBC Volume 2                                       |
| 44  | You Really Got a Hold on Me (Version 2)  | 03./17. Sep. 1963        | Ian Grant                   | Studio Two, Aeolian Hall, London    | Pop Go The Beatles | With the Beatles / Live at the BBC                                                         |
| 45  | I Saw Her Standing There (Version 2)     | 03./24. Sep. 1963        | Ian Grant                   | Studio Two, Aeolian Hall, London    | Pop Go The Beatles | Please Please Me / Live at the BBC                                                         |
| 46  | She Loves You (Version 3)                | 03./10. Sep. 1963        | Ian Grant                   | Studio Two, Aeolian Hall, London    | Pop Go The Beatles | Single-A-Seite / On Air – Live at the BBC Volume 2                                         |
| 47  | Twist and Shout                          | 03./24. Sep. 1963        | Ian Grant                   | Studio Two, Aeolian Hall, London    | Pop Go The Beatles | Please Please Me / On Air – Live at the BBC Volume 2                                       |
| 48  | Do You Want to Know a Secret (Version 2) | 06./12. März 1963        | Peter Pilbeam               | BBC Playhouse Theatre, London       | Here We Go         | Please Please Me / On Air – Live at the BBC Volume 2                                       |
| 49  | Please Please Me (Version 2)             | 06./12. März 1963        | Peter Pilbeam               | BBC Playhouse Theatre, London       | Here We Go         | Please Please Me / On Air – Live at the BBC Volume 2                                       |
| 50  | Long Tall Sally                          | 01. April / 13. Mai 1963 | Bryant Marriott             | BBC Picadelly Theatre, London       | Side by Side       | Long Tall Sally / Live at the BBC                                                          |
| 51  | Chains (Version 2)                       | 01. April / 13. Mai 1963 | Bryant Marriott             | BBC Picadelly Theatre, London       | Side by Side       | Please Please Me / On Air – Live at the BBC Volume 2                                       |
| 52  | Boys (Version 2)                         | 01. April / 13. Mai 1963 | Bryant Marriott             | BBC Picadelly Theatre, London       | Side by Side       | Please Please Me / On Air – Live at the BBC Volume 2                                       |
| 53  | A Taste of Honey (Version 4)             | 01. April / 13. Mai 1963 | Bryant Marriott             | BBC Picadelly Theatre, London       | Side by Side       | Please Please Me / Live at the BBC                                                         |
| 54  | Roll Over Beethoven (Version 3)          | 21./26. Dez. 1963        | Bryant Marriott             | BBC Paris Theatre, London           | From Us to You     | With the Beatles / Live at the BBC                                                         |
| 55  | All My Loving                            | 20. Dez./26. Dez. 1963   | Bryant Marriott             | BBC Paris Theatre, London           | From Us to You     | With the Beatles / Live at the BBC                                                         |
| 56  | She Loves You (Version 4)                | 19./26. Dez. 1963        | Bryant Marriott             | BBC Paris Theatre, London           | From Us to You     | Single-A-Seite / On Air – Live at the BBC Volume 2                                         |
| 57  | Till There Was You (Version 3)           | 22./26. Dez. 1963        | Bryant Marriott             | BBC Paris Theatre, London           | From Us to You     | With the Beatles / Live at the BBC                                                         |

## Chartplatzierungen
| ChartsChartplatzierungen       | Höchstplatzierung | Wochen |
| ------------------------------ | ----------------- | ------ |
| Vereinigte Staaten (Billboard) | 172 (1 Wo.)       | 1      |

## Auskopplungen
Es wurden keine Singles aus dem Album ausgekoppelt.